# Трухильо (Хондурас)
Вижте пояснителната страница за други значения на Трухильо.
Трухильо (на испански: Trujillo) е град разположен в северната част на Хондурас. Административен център на департамент Колон. Населението на града през 2010 година е 12 745 души.